# Districtul Béni Saf
Béni Saf este un district din provincia Aïn Témouchent, Algeria.